# Phil Coulson
Pour les articles homonymes, voir Coulson.
L'agent Phil Coulson est un personnage de fiction de l'univers cinématographique Marvel inspiré des super-héros des comics de Marvel Comics. Il est interprété par Clark Gregg dans les films et séries télévisées produits par Marvel Studios.

## Biographie fictive

### Films et courts-métrages
Phillip « Phil » Coulson est un agent du SHIELD (« Stratégie Habileté Intervention Exécution et Logistique Défensive »).
Il apparait pour la première fois dans le film Iron Man, où il assiste à la conférence de presse que donne Tony Stark à son retour de captivité d'Afghanistan afin de discuter des circonstances de son évasion. Coulson rencontre également l'assistante de Stark, Pepper Potts, qu'il sauve de l'Iron Monger. Coulson revient dans Iron Man 2, chargé par Nick Fury avec  Natasha Romanoff, de surveiller Tony Stark à domicile, en raison de son état de santé. Il assiste notamment Tony dans la confection d'un nouvel élément pour son réacteur ARC.
Quelque temps plus tard, il est envoyé au Nouveau-Mexique. Il arrive sur les lieux et appelle Nick Fury. Il lui dit qu'il a trouvé l'objet : au milieu d'un cratère, se trouve un marteau, celui du dieu Thor.
Dans Thor, il est donc l'agent du SHIELD chargé de surveiller et d'enquêter pour savoir à qui appartient le marteau. Coulson interroge alors Thor, dieu d'Asgard ayant perdu ses pouvoirs liés à  Mjöllnir, que Coulson prend pour un mercenaire chargé de récupérer l'arme. Coulson intervient également auprès de Jane Foster et du Dr Selvig, dont il confisque les données scientifiques.
Coulson apparait également dans deux courts-métrages de la série Marvel One-Shots. Dans The Consultant, il retrouve l'agent Jasper Sitwell avec qui il s'arrange pour que l'Abomination soit maintenu en détention et non intégré au projet Avengers. Dans A Funny Thing Happened on the Way to Thor's Hammer, il se trouve opportunément dans une station-service quand deux voleurs tentent de la braquer ; Coulson intervient et les met hors d'état de nuire avant de repartir pour le Nouveau-Mexique.
Lors du retour de Loki dans le film Avengers, Coulson est chargé de recruter Tony Stark au sein des Avengers, une bande de super-héros encadrée par le SHIELD. Il est à bord de l'héliporteur lors de la première formation des Vengeurs, ce qui lui permet de rencontrer Captain America, dont il est fan et collectionne notamment des cartes à collectionner à son effigie. Il aide même au design de son nouvel uniforme. Dans un affrontement contre Loki, frère adoptif de Thor, Coulson est tué, transpercé au cœur par le Sceptre de Loki. Cependant quelques jours plus tard il est ressuscité par une armada de scientifiques réunis par le Directeur Nicholas Joseph Fury (Nick Fury). Il est habilité à un nouveau niveau de sécurité, niveau 7. Il continue sa vie entre vie, notamment dans le SHIELD, et mort dans sa vie personnelle. Depuis son retour dans les missions, il se sent différent. Dans l'épisode 11 saison 1 des Agents du SHIELD, dont il est le protagoniste, Coulson apprend la vérité sur sa résurrection. Auparavant masqué par un souvenir d'une convalescence à Tahiti, créé de toutes pièces puisqu'en réalité Coulson souhaitait mourir.

### Télévision
Phil Coulson reprend pourtant du service quelques mois plus tard, affirmant avoir guéri de ses blessures à Tahiti mais en fait ramené à la vie sur ordre de Nick Fury grâce au sérum GH.325 composé de sang alien. Nick Fury le nomme à la tête d'une unité spéciale du S.H.I.E.L.D. composée des agents Ward et May, ainsi que des techniciens Jemma Simmons et Leopold Fitz. Il recrute également Skye, une pirate informatique membre d'un collectif anti-S.H.I.E.L.D. appelé Rising Tide qui cherche à révéler au monde les méthodes et secrets de l'agence. Au cours des missions, Coulson réalise qu'il est sujet à de la suggestion mentale, répondant systématiquement alors qu'on l'interroge sur son séjour à Tahiti qu'il s'agit d'un « petit coin de paradis ». Il découvre par la suite qu'il fut l'objet d'une série d'interventions chirurgicales commandées par le directeur Fury, celles-ci ayant pour but de lui redonner la vie. Ce retour à la vie fut rendu possible grâce à un sérum extrait d'une entité extra-terrestre, un Kree (surnommé "The Blue Man", "L'Homme Bleu"). La suggestion mentale fut implantée dans le cerveau de Coulson afin de lui dissimuler la violence des interventions et son désir de mourir.
Dans l'épisode 20 de la saison 1, on voit une vidéo où il donne sa démission à Nick Fury en tant que superviseur du projet TAHITI. Il recommandait l'abandon de ce projet qu'il jugeait à l'encontre de l'éthique. Dans le dernier épisode de la saison 1, Nick Fury lui donne la direction du SHIELD et lui demande de le reconstruire à nouveau.
Dans la saison 2, Coulson parvient à obtenir les services de plusieurs mercenaires et d'agents cachés pour rejoindre les rangs du nouveau SHIELD. Il se retrouve face à Glenn Talbot, Général de l'US Air Force qui voit d'un mauvais œil les agissements du SHIELD, toujours perçu comme infiltré par HYDRA. Son exposition au sérum à la suite du protocole TAHITI lui donne des visions qu'il trace sur ce qu'il peut lors de crises passagères. Quand son équipe récupère un artefact lié à l'extra-terrestre de TAHITI, le Devin, et qu'il retrouve d'autres agents ayant subi le protocole TAHITI, il découvre ainsi que ses dessins sont en fait une carte qui mène à un temple sous Porto Rico, que recherche également l'HYDRA et le Dr Whitehall. Dans le temple, qu'on découvre créé par les Krees, le Devin s'avère contenir un cristal terrigène qui libère les pouvoirs d'Inhumain de Skye.
Quand Coulson découvre les nouvelles capacités de sa protégée, il prend son parti mais son choix est mal vu par les autres agents, notamment Bobbi Morse et Al McKenzie, deux agents infiltrés d'une faction rebelle du SHIELD - qui n'a jamais accepté la direction de Coulson, directement héritée de Nick Fury et basée sur le secret - dont leur chef, l'agent Robert Gonzales, prône la transparence. Devant la menace des Inhumains, qui ont récupéré Skye, et après les événements d'Avengers : L'Ère d'Ultron, Coulson et Gonzales négocient la trêve et acceptent de travailler ensemble sur le cas des Inhumains pour les enregistrer et les connaitre. Mais leur leader, Jiaying, la mère de Skye, refuse, tend un piège à Gonzales et prépare l'attaque. Au terme du conflit, Coulson perd sa main alors qu'il commençait à être contaminé par la brume terrigène. Néanmoins, l'agent Fitz lui confectionne un nouveau bras très réaliste incluant notamment un bouclier. Il retrouve Skye avec qui il choisit les premiers membres d'une équipe secrète d'agents avec des super-pouvoirs afin de faire face à la plus dangereuse menace qu'HYDRA puisse apporter : Alveus, le premier des Inhumains.
Après avoir défait Alveus, Coulson rencontre Robbie Reyes, le Ghost Rider avec qui il conclut un pacte pour pouvoir se débarrasser de AIDA, un Life Model Decoy, devenu fou après avoir lu le Darkhold, un livre d'une autre dimension contenant un savoir immense. Le contenu de ce mystérieux pacte est révélé dans l'épisode 100 : Coulson a abandonné sa vie contre le Ghost Rider. Malgré sa mort certaine, Coulson mène un dernier combat pour éviter la destruction de la Terre. Mais pour cela son équipe a dû choisir entre soigner Coulson et préserver la Terre. C'est Coulson qui décide de ne pas se faire soigner. Après cet ultime combat, il se retire donc à Tahiti, avec Melinda May, où il s’éteint.

## Apparitions dans d'autres médias
Sauf indication contraire, les informations mentionnées dans cette section peuvent être confirmées par la base de données cinématographiques IMDb,  présente dans la section « Liens externes ».

### Films
Interprété par Clark Gregg dans l'univers cinématographique Marvel
- 2008 : Iron Man réalisé par Jon Favreau
- 2010 : Iron Man 2 réalisé par Jon Favreau
- 2011 : Thor réalisé par Kenneth Branagh
- 2012 : Avengers réalisé par Joss Whedon

À la suite de l'arrivée de Loki sur Terre, Nick Fury déclenche l'alerte maximale soit l'activation du projet Initiative. Les Avengers sont réunis à bord de l'Héliporteur. Coulson supervise l'équipe à bord. Lorsque l'Héliporteur est attaqué par Loki et les hommes d'Hawkeye, Coulson intervient pour empêcher Loki de s'enfuir. Malheureusement, le Dieu Asgardien lui transperce le coeur de son sceptre le laissant pour mort.
- 2019 : Captain Marvel réalisé par Anna Boden et Ryan Fleck

### Courts métrages
- 2011 : Édition unique Marvel : Le Consultant de Leythum, interprété par Clark Gregg
- 2011 : Édition unique Marvel : Une drôle d'histoire en allant voir le marteau de Thor de Leythum, interprété par Clark Gregg

### Télévision
- 2012 - 2017 : Ultimate Spider-Man (série télévisée d'animation), doublé en anglais par Clark Gregg

Interprété par Clark Gregg dans l'Univers cinématographique Marvel
- 2013 - 2020 : Marvel : Les Agents du SHIELD (série télévisée) de Joss Whedon – Après les événements d'Avengers, Fury "ressuscite" l'agent Coulson grâce au programme T.A.H.I.T.I. . Coulson ne se souvenant de rien à son passage à T.A.H.I.T.I. regroupe une équipe d'agents afin de retourner sur le terrain et enquêter sur les phénomènes étranges dans le monde. Il recrute Grant Ward et Melinda May, deux agents de terrains talentueux, les docteurs scientifiques Jemma Simmons et Leo Fitz ainsi que Skye, une hackeuse.
- 2021 - 2024 : What If...? (série télévisée d'animation)

### Comics
- 2008 : Iron Man Wal-Mart Custom Comic (Security Measures)
- 2009 : Iron Man/Hulk/Fury (volume 1)
- 2010 : Iron Man 2: Agents of S.H.I.E.L.D. (volume 1)
- 2010 : Iron Man 2: Phil Coulson Agent Of S.H.I.E.L.D. (Just Off The Farm)
- 2010 : Iron Man 2: Public Identity (volumes 1 et 3)
- 2010 : Iron Man: I Am Iron Man (volumes 1 et 2)
- 2012 : Marvel's The Avengers Prelude: Fury's Big Week (volumes 1, 2, 3, 4, 5, 6 et 8) (digital)
- 2012 : Marvel's The Avengers: Black Widow Strikes (volumes 1, 2 et 3)
- 2012 : Battle Scars (volumes 1, 2, 3, 4, 5 et 6)
- 2012 : Marvel Now! (volume 1)
- 2012 : Red She-Hulk (volume 63)
- 2012 : Scarlet Spider (volume 5)
- 2013 : Secret Avengers (volumes 1 et 2)
- 2013 : Uncanny X-Men (volume 1)
- 2013 : Indestructible Hulk (volume 1)

Pendant l'événement Secret Empire (2017), l'agent Coulson est tué par Deadpool car il était dans la liste noire de l'HYDRA.